# Olympische Sommerspiele 1964/Radsport – Mannschaftsverfolgung Bahn (Männer)
Das 4000 m Mannschaftsverfolgung der Männer im Bahnradsport bei den Olympischen Spielen 1964 in Tokio fanden vom 19. bis 21. Oktober 1964 statt.

## Ergebnisse

### Vorläufe
| Rang | Vorlauf | Nation             | Athlet                                                                       | Zeit        | Anmerkung |
| ---- | ------- | ------------------ | ---------------------------------------------------------------------------- | ----------- | --------- |
| 1    | 2       | Italien            | Luigi Roncaglia Carlo Rancati Cencio Mantovani Franco Testa                  | 4:39,06 min | Q         |
| 2    | 1       | Deutschland        | Lothar Claesges Karl Link Karl-Heinz Henrichs Ernst Streng                   | 4:42,28 min | Q         |
| 3    | 3       | Sowjetunion        | Dzintars Lācis Stanislaw Moskwin Leonid Kolumbet Sergei Tereschtschenkow     | 4:43,76 min | Q         |
| 4    | 2       | Argentinien        | Carlos Miguel Álvarez Juan Alberto Merlos Ernesto Contreras Alberto Trillo   | 4:44,66 min | Q         |
| 5    | 5       | Australien         | Kevin Brislin Victor Browne Robert Baird Henk Vogels                         | 4:44,90 min | Q         |
| 6    | 5       | Niederlande        | Gerard Koel Jacob Oudkerk Henk Cornelisse Cor Schuuring                      | 4:45,33 min | Q         |
| 7    | 4       | Dänemark           | Bent Hansen Jan Ingstrup-Mikkelsen Preben Isaksson Kurt vid Stein            | 4:46,97 min | Q         |
| 8    | 4       | Tschechoslowakei   | Jiří Daler Jiří Pecka Antonín Kříž František Řezáč                           | 4:47,04 min | Q         |
| 9    | 8       | Japan              | Norio Hotogi Kosaku Takahashi Fujio Itō Hiromi Yamafuji                      | 4:55,04 min |           |
| 10   | 6       | Vereinigte Staaten | Hans Wolf Donald Nelsen Oliver Martin Arnie Uhrlass                          | 5:01,41 min |           |
| 11   | 6       | Belgien            | Leopold Heuvelmans Roland Van De Rijse Roland De Neve Albert Van Vlierberghe | 5:04,25 min |           |
| 12   | 7       | Thailand           | Preeda Chullamondhol Samaisuk Krissanasuwan Somchai Chantarasamrit           | 5:31,52 min |           |
| 13   | 7       | Pakistan           | Muhammad Ashiq Muhammad Hafeez Lal Bakhsh Muhammad Shafi                     | 5:38,77 min |           |
| 14   | 1       | Großbritannien     | Trevor Bull Hugh Porter Harry Jackson Brian Sandy                            | 4:47:67 min |           |
| 15   | 3       | Frankreich         | Robert Varga Joseph Paré Christian Cuch Jacques Suire                        | 4:50,62 min |           |
|      | 8       | Indien             | Amar Singh Billing Chetan Singh Hari Dalbir Singh Gill Amar Singh Sokhi      | LAP         |           |
|      | 9       | Uruguay            | Óscar Almada Elio Juárez Rubén Etchebarne Juan José Timón                    | DNF         |           |
|      | 9       | Malaysia           | Ng Joo Pong Arulraj Rosli Choy Mow Thim Kamsari Salam                        | DNF         |           |

### Viertelfinale

#### Viertelfinale 1
| Rang | Nation           | Athlet                                                      | Zeit        | Anmerkung |
| ---- | ---------------- | ----------------------------------------------------------- | ----------- | --------- |
| 1    | Italien          | Luigi Roncaglia Carlo Rancati Cencio Mantovani Franco Testa | 4:37,58 min | Q         |
| 2    | Tschechoslowakei | Jiří Daler Jiří Pecka Antonín Kříž František Řezáč          | 4:45,68 min |           |

#### Viertelfinale 2
| Rang | Nation      | Athlet                                                            | Zeit        | Anmerkung |
| ---- | ----------- | ----------------------------------------------------------------- | ----------- | --------- |
| 1    | Deutschland | Lothar Claesges Karl Link Karl-Heinz Henrichs Ernst Streng        | 4:36,98 min | Q         |
| 2    | Dänemark    | Bent Hansen Jan Ingstrup-Mikkelsen Preben Isaksson Kurt vid Stein | 4:43,58 min |           |

#### Viertelfinale 3
| Rang | Nation      | Athlet                                                                   | Zeit        | Anmerkung |
| ---- | ----------- | ------------------------------------------------------------------------ | ----------- | --------- |
| 1    | Niederlande | Gerard Koel Jacob Oudkerk Henk Cornelisse Cor Schuuring                  | 4:40,41 min | Q         |
| 2    | Sowjetunion | Dzintars Lācis Stanislaw Moskwin Leonid Kolumbet Sergei Tereschtschenkow | 4:41,70 min |           |

#### Viertelfinale 4
| Rang | Nation      | Athlet                                                                     | Zeit        | Anmerkung |
| ---- | ----------- | -------------------------------------------------------------------------- | ----------- | --------- |
| 1    | Australien  | Kevin Brislin Victor Browne Robert Baird Henk Vogels                       | 4:41,58 min | Q         |
| 2    | Argentinien | Carlos Miguel Álvarez Juan Alberto Merlos Ernesto Contreras Alberto Trillo | 4:45,74 min |           |

### Halbfinale

#### Halbfinale 1
| Rang | Nation      | Athlet                                                     | Zeit        | Anmerkung |
| ---- | ----------- | ---------------------------------------------------------- | ----------- | --------- |
| 1    | Deutschland | Lothar Claesges Karl Link Karl-Heinz Henrichs Ernst Streng | 4:38,19 min | Q         |
| 2    | Australien  | Kevin Brislin Victor Browne Robert Baird Henk Vogels       | 4:40,28 min |           |

#### Halbfinale 2
| Rang | Nation      | Athlet                                                      | Zeit        | Anmerkung |
| ---- | ----------- | ----------------------------------------------------------- | ----------- | --------- |
| 1    | Italien     | Luigi Roncaglia Carlo Rancati Cencio Mantovani Franco Testa | 4:37,98 min | Q         |
| 2    | Niederlande | Gerard Koel Jacob Oudkerk Henk Cornelisse Cor Schuuring     | 4:41,02 min |           |

### Finale
| Rang | Nation      | Athleten                                                    | Zeit        |
| ---- | ----------- | ----------------------------------------------------------- | ----------- |
| 1    | Deutschland | Lothar Claesges Karl Link Karl-Heinz Henrichs Ernst Streng  | 4:35,67 min |
| 2    | Italien     | Luigi Roncaglia Carlo Rancati Cencio Mantovani Franco Testa | 4:35,74 min |

### Duell um Bronze
| Rang | Nation      | Athleten                                                | Zeit        |
| ---- | ----------- | ------------------------------------------------------- | ----------- |
| 3    | Niederlande | Gerard Koel Jacob Oudkerk Henk Cornelisse Cor Schuuring | 4:38,99 min |
| 4    | Australien  | Kevin Brislin Victor Browne Robert Baird Henk Vogels    | 4:39,42 min |